# Église Saint-Pierre de Berlin-Lichterfelde
L'église Saint-Pierre (Petruskirche) est une église luthérienne-évangélique située à Berlin dans le quartier de Lichterfelde. Cette église néogothique, construite en 1895-1898, est classée aux monuments historiques. 